# Quyền lợi
Quyền lợi hay quyền là các nguyên tắc luật pháp, xã hội hoặc đạo đức về tự do hoặc những gì đáng có được; nghĩa là, quyền là các quy tắc quy phạm cơ bản về những gì được phép của mọi người hoặc người dân theo một số hệ thống pháp luật, quy ước xã hội hoặc lý thuyết đạo đức.  Quyền có tầm quan trọng thiết yếu trong các ngành như luật và đạo đức, đặc biệt là lý thuyết về công lý và nghĩa vụ học.
Quyền thường được coi là nền tảng cho nền văn minh, vì chúng được coi là trụ cột của xã hội và văn hóa, và lịch sử của các xung đột xã hội có thể được tìm thấy trong lịch sử của mỗi quyền và sự phát triển của nó. Theo Bách khoa toàn thư Stanford, "quyền cấu trúc ra hình thức của các chính phủ, nội dung của luật pháp và hình dạng của đạo đức như đang được con người nhận thức".

## Vấn đề định nghĩa
Có rất nhiều sự bất đồng xoay quanh định nghĩa chính xác của thuật ngữ "quyền". Nó được sử dụng bởi nhiều tập thể và nhà tư tưởng cho nhiều mục đích khác nhau, với nhiều định nghĩa khác nhau và thỉnh thoảng đối nghịch. Định nghĩa chính xác của nguyên tắc này, ngoài việc liên quan đến những nguyên tắc chuẩn mực từ loại này sang loại khác thì nó vẫn gây tranh cãi.